# المخلوقات (فلم)
المخلوقات أو كريتيرس (بالإنجليزية: Critters) ، هي فيلم سينمائي أمريكي من نوع خيال علمي ورعب والإثارة، أنتج الفيلمن قبل شركة نيو لاين سينما سنة 1986 ، من بطولة دي ويلياس ستون ومايكل إيميت ويليش وبيلي بوش.

## قصة الفيلم
أمر إمبراطور الفضاء في الكوكب الافتراضي، لمخلوقان فضائيان غريبان التوجه إلى كوكب الأرض عبر الصحن الفضائي للبحث عن الوحوش الصغيرة التي تفترس البشر، وكان الوحوش صغيرة الحجم دخل منزل عائلة هيلين براون في كنساس ، وقام المخلوقان الفضائيان بعمل نسخ وجه الإنسان بحثا عن الوحوش المفترسة، وتعاون بين الابن يدعى براد براون من ضمن عائلة هيلين وبين المخلوقان اللذان وصلا إلى كوكب الأرض، وكان المخلوقان يحملان القاذفة الصاروخية الافتراضية للقضاء على الوحوش.

## أجزاء أخرى
- المخلوقات 2
- المخلوقات 3
- المخلوقات 4

## وصلات خارجية
- Critters على موقع أول موفي.
- مقالات تستعمل روابط فنية بلا صلة مع ويكي بيانات